# Ujście Warty (Natura 2000)
Ujście Warty (kod PLC080001) – specjalny obszar ochrony siedlisk sieci Natura 2000, zlokalizowany na terenie województwa lubuskiego.
Obszar obejmuje powierzchnię 33 215,01 ha
Teren składający się z dwóch powiązanych ze sobą enklaw wyznaczony został w celu długotrwałego zabezpieczenia naturalnych siedlisk życia oraz populacji zagrożonych wymarciem gatunków zwierząt (z wyłączeniem ptaków) takich jak: boleń Aspius aspius, bóbr europejski Castor fiber, kiełb białopłetwy Gobio albipinnatus, koza Cobitis taenia, kozioróg dębosz Cerambyx cerdo, mopek Barbastella barbastellus, nocek duży Myotis myotis, nocek duży Myotis myotis, pachnica dębowa Osmoderma eremita (Osmoderma barnabita), piskorz Misgurnus fossilis, różanka Rhodeus sericeus amarus, wydra Lutra lutra.

## Siedliska pod ochroną
- starorzecza i naturalne eutroficzne zbiorniki wodne ze zbiorowiskami z Nympheion, Potamion,
- ziołorośla górskie (Adenostylion alliariae) i ziołorośla nadrzeczne (Convolvuletalia sepium),
- zalewane muliste brzegi rzek z roślinnością Chenopodion rubri p.p. i Bidention p.p.,
- ciepłolubne, śródlądowe murawa napiaskowa (Koelerion glaucae)
- murawy kserotermiczne (Festuco-Brometea i ciepłolubne murawy z Asplenion septentrionalis Festucion pallentis)
- łąki selernicowe (Cnidion dubii)
- niżowe i górskie świeże łąki użytkowane ekstensywnie (Arrhenatherion elatioris)
- grąd środkowoeuropejski i subkontynentalny (Galio-Carpinetum, Tilio-Carpinetum)
- łęg wierzbowe, topolowe, olszowe i jesionowe (Salicetum albo-fragilis, Populetum albae, Alnenion glutinoso-incanae).